# パシフィックコンサルタンツ
パシフィックコンサルタンツ株式会社（PACIFIC CONSULTANTS CO.,LTD.）は、東京都千代田区神田錦町に本社を置く総合建設コンサルタント会社である。日本工営、建設技術研究所などとともに建設コンサルタント大手の一つ。特に道路・交通分野や港湾・空港分野の売上高では、例年業界トップの実績を誇る。

## 沿革
- 1951年9月4日 - 白石宗城、A.レイモンド、E.フロア3名の出資により、米国法人のパシフィックコンサルタンツインコーポレーテッド（Pacific Consultants Inc.）として創業。
- 1954年2月4日 - 日米合弁会社を解散し、日本法人パシフィックコンサルタンツ株式会社（PCKK）を設立。
- 1969年7月1日 - 株式会社パシフィックコンサルタンツインターナショナル（PCI）を設立し、海外事業部門を別法人とする。
- 2000年2月9日 - PCKKとPCI両社を完全子会社とする、持株会社のパシフィックコンサルタンツグループ株式会社（PCIG）を設立。
  - 2008年以降、国内・国外での相次ぐ不正・不祥事が発覚した。【不祥事は以下参照】

- 2015年9月 - 東京都多摩市の本社および東京都新宿区の新宿オフィスを統合し、東京都千代田区のテラススクエアに本社を移転。
- 2020年1月 - PCIGを統合。PCIGは解散し、当社が事業持株会社となる[1]。

## 関連会社
- 子会社
  - 株式会社パデコ
  - パシフィックリプロサービス株式会社
  - パシコン技術管理株式会社（PTM）
  - 株式会社テクノ東北
  - 株式会社エスサービス（SDI)
  - 株式会社PCER
  - 株式会社ピー・アイ・ティー
  - プロジェクトブレイン株式会社（PBC）
  - 株式会社トリオン
  - 株式会社PE-TeRaS
  - パシフィックパワー株式会社
  - むつざわスマートウェルネスタウン株式会社
  - ブルー・ブリッジ・パートナーズ株式会社
  - 株式会社三英技研
  - 太平洋(大連)工程技術有限公司
  - PCKK International Asia Pte. Ltd.
  - i-Probe Inc.

## 不祥事

### PCI事件
- 海外部門のPCIは、ベトナム政府高官に対する収賄、及び我が国の内閣府への詐欺により東京地検から告訴。いずれも東京地裁で有罪判決後、同社は控訴せず刑が確定。PCIは、事業を同業のACKグループに譲渡し解散した。

### 緑資源機構談合事件
- 2008年5月26日、国土交通省は同機構が発注した特定林道調査測量設計業務をめぐり、当社を含む15社が談合を行っていたとし、監督処分を行った[2]。当社は2008年6月9日から同月23日まで営業停止となった[2]。

### 富山市吊り橋官製談合事件
- 2022年に、平成31年の富山市が発注したつり橋と広場整備の公表前の情報を漏らした設計業務を巡る官製談合事件で、同社員が公契約関係競売入札妨害の疑いで逮捕された。当時の建設部長が公表前の資料を業者にメールで送っていたほか、ヒアリングでの質問項目を無料通信アプリで教えていたとみられる。6月22日、同社員が懲役1年、執行猶予3年の有罪判決を言い渡された[3]。有罪判決を受けて重永智之社長が2022年9月30日に引責辞任[4]。公共工事を発注する国や地方自治体が相次いで指名停止処分を決めた[5][6]。

### 国・八王子労基署長（パシフィックコンサルタンツ）事件
1968年3月、パシフィックコンサルタンツ株式会社に土木技師として入社した労働者が、セントヴィンセント及びグレナディーンズ諸島国に出張中、うつ病を発症し、1999年10月1日、同地で自殺した事件。当該人物は、1970年以降、イラク共和国、アラブ首長国連邦、パキスタン・イスラム共和国、インドネシア共和国、タイ王国、フィリピン共和国等に派遣され、主として港湾建設の土木技術者として設計、監理業務を中心に業務を遂行していた。
当初は労働基準監督署に労働災害として認定されなかったが、2007年5月24日に東京地方裁判所は業務起因性を認定した。